# Георги Стоянов (кмет)
Вижте пояснителната страница за други личности с името Георги Стоянов.
Георги Стоянов е български политик, деец на Българската комунистическа партия.

## Биография
Участва в Септемврийското въстание от 1923 г. и след това емигрира. От 1927 г. работи и живее в Днепропетровск. Бил е партиен секретар на завода в град Воронеж в продължение на 6 години. Член е на ВКП (б). Кмет е на Горна Джумая (днес Благоевград) от 9 септември 1944 до 2 юли 1945 г. По време на управлението му задачите му са непосредствено свързани с участието на българската армия във войната срещу Германия.